# ロッツァ
ロッツァ（伊: Lozza）は、イタリア共和国ロンバルディア州ヴァレーゼ県にある、人口約1,200人の基礎自治体（コムーネ）。

## 地理

### 位置・広がり

#### 隣接コムーネ
隣接するコムーネは以下の通り。
- カスティリオーネ・オローナ
- ガッツァーダ・スキアンノ
- マルナーテ (Malnate)
- モラッツォーネ
- ヴァレーゼ
- ヴェダーノ・オローナ

### 地震分類
イタリアの地震リスク階級 (it) では、4 に分類される
。